# 楊培安
杨培安（英語：Roger Yang；1971年6月5日—），台湾男歌手。1988年加入业余乐团Dirty Fingers担任主唱後開啟音樂事業。1994年退伍后与友人组成TNT乐团开始了长达十余年的PUB驻唱。2005年底签约擎天娱乐，2006年5月以發行首張個人錄音室專輯《午夜兩點半的我》，凭借专辑中的〈我相信〉一曲广为人知。2010年8月成立黄禾音乐工作室。2012年11月签约星光娱乐。2014年加盟华纳唱片。2016年7月簽約星葳娛樂至今。2017年4月與IME集團合作，代為處理中國大陸經紀事務。2020年加盟豐華唱片，11月數位發行《回憶如歌Melodic Memories》專輯。

## 早年經歷
楊培安出生於高雄市，就讀文藻語專英國語文科，副修法文。一年級時，楊培安在音樂課期末考時演唱〈情深緣淺〉，展現出演唱天份，並於二年級暑假開始音樂之路。
1988年，楊培安應同班同學夏雲浩邀約擔任熱音社成果展學弟組的主唱。社團指導老師林進璋（後以迪克牛仔之名進入歌壇）在此活動發現了楊培安，邀請他加入Dirty Fingers擔任主唱。
於17歲到21歲的學生樂團時期，楊培安接觸到西洋搖滾樂，每天與樂隊成員一起苦練四五個小時超過四年，為其後的音樂事業築下基礎。
1989年，楊培安參加臺灣第六屆大學城大專創作歌謠比賽，演唱《就是我》；該場比賽是由張雨生客串主持，而張雨生對楊培安的人生與音樂之路有相當影響。
1989年、1990年、1991年，楊培安連續參加了三屆“YAMAHA熱門流行音樂大賽”，並於1991年8月第四屆“YAMAHA熱門流行音樂大賽”獲得最佳主唱獎，所屬Dirty Fingers樂團則獲得團體季軍。

## 演藝經歷

### PUB駐唱
1993年，杨培安兵役退伍。1994年夏季与友人組成TNT黃色炸藥樂團（1994～2005），在PUB駐唱長達十餘年之久，其間同時兼任高雄真善美樂器行的聲樂教師、高雄港都電臺《港都 Music Show》節目主持人。
學生樂團時期，楊培安眼裡只有西洋搖滾樂，但在PUB駐唱生涯中，客人對他推崇的西洋搖滾樂反應不一定熱烈。為了改變，楊培安常去看其他人的演出，仔細看每一場駐唱留下的點歌單，嘗試欣賞其他流行歌曲。PUB駐唱生涯，讓楊培安的音樂視野擴展到西洋搖滾樂以外，為他日後演繹多種曲風奠定了基礎。
1997年11月，張雨生因車禍離世，他的音樂作品對楊培安的影響卻越來越深，最終使得楊培安把紀念張雨生、傳承張雨生的音樂作為一項使命來進行。
2004年，33歲的楊培安發現自己與PUB的環境越來越格格不入，於是主動結束了PUB駐唱的日子。同年亦曾演唱霹靂布袋戲霹靂劫之末世錄片頭曲「天地無聲」。
2005年11月，楊培安個人自發自費於高雄市城市光廊舉辦“想念雨生紀念音樂會”。這一紀念活動於2006年至2008年共延續三年。

### 進入歌壇
2005年底楊培安與擎天娛樂簽約，成為職業歌手。2006年5月，35歲的楊培安推出個人首張專輯《午夜兩點半的我》。專輯中勵志歌曲〈我相信〉以曲調高昂著稱，成為兩岸海峽的連續劇的搭配歌曲以及台灣競選的推廣曲。另外一首〈愛上你是一個錯〉成為2006年版本《神鵰俠侶》的片頭曲。
簽約擎天娛樂後，楊培安在自己所寫的第一首歌詞《你一直都在》中表達了對張雨生的崇敬之情；於2006年4月由蕭煌奇為其譜曲。
2007，發行個人第二張專輯《楊培安II》。其中《完美世界》乃搭配線上遊戲《完美世界》主題曲；《痛也說不出口的我》搭配《碧血劍》片尾曲和《臥薪嘗膽》片頭曲。
2008年，發行個人第三張專輯《楊培安III》並參與全程製作。《楊培安III》中不僅收錄《你一直都在》，其中《我的驕傲》是搭配台灣的軍教片《新兵日記》與《新兵日記之特戰英雄》和《女兵日記》的插曲，同時還收錄翻唱的張雨生經典作品《大海》，向張雨生致敬。同年，以《楊培安II》首次入圍台灣金曲獎最佳國語男歌手獎。
2008年7月16日，演唱為高雄世運倒數1週年，經由徵選方式選出的主題曲《看見全世界》。
2009年，楊培安參加浙江衛視《我愛記歌詞-超級領唱爭霸戰》，在節目現場怒斥不尊重音樂知識版權的行為。同年發表《抒情》迷你專輯。
2011年3月11日，發表個人第四張專輯《希望的種子》，此張專輯的歌曲跟多部連續劇合作。2011年11月，楊培安在臺北舉行了《Those Years》電視演唱會。《Those Years》西洋搖滾翻唱專輯中，楊培安特別演唱張雨生從未發表過的遺作《夢見》，該作品所有版稅收入悉數交給張媽媽。
2013年4月23日，楊培安與樂海盛世合作，以數位發行方式推出張雨生的遺作《黃河長江》。這是楊培安對張雨生的紀念。該作品版權歸屬張家。《黃河長江》同年在央視《夢想星搭檔》上唱響。2014年1月30日央視一套播出《夢想星搭檔公益盛典》，《黃河長江》入圍節目十大金曲。
2014年1月7日，睽違三年，發表個人第五張專輯《沈睡的野獸》，這也是離開擎天娛樂後，首次加入華納唱片發行的第一張專輯。
2015年5月18日，楊培安以《沈睡的野獸》入圍第26屆金曲獎最佳國語男歌手獎，這也是他第二次入圍該獎項。6月27日頒獎典禮，楊培安手持「文化部開放數位報名金曲」的訴求牌走完紅毯全程；同年11月26日，臺灣文化部公佈第27屆金曲獎將首度開放僅作數位發行之單曲作品報名「最佳年度歌曲獎」。
2015年11月14日，楊培安出席第二屆中國新歌榜頒獎典禮，獲得中國新歌榜最欣賞亞洲男唱將獎，並在現場演唱歌曲《沉睡的野獸》和《信仰》。12月4日，楊培安發行了加盟華納之後的第二張個人專輯《不屬於我的世界》（英文名為《Autism》）。
2016年1月1日凌晨1點，楊培安在台中Legacy舉辦《不屬於我的世界》新歌音樂會，因為開唱時間特殊，被稱為“2016頭香演唱會”。演唱會上，楊培安一共表演20首中英文歌曲，除完整獻唱專輯中所有新歌外，還特地重新編曲演唱張學友《我等到花兒也謝了》及陳奕迅的《十年》，向兩位歌壇前輩致敬 。5月底，楊培安受邀前往印尼巴厘島演出，與印尼音樂家Daeng Udjo大師及其樂團合作，這是楊培安演唱的現代流行音樂與印尼傳統樂器Angklung的首度合作。同年7月，楊培安簽約星葳娛樂至今。
2017年4月，楊培安簽約IME娛樂集團旗下藝人經紀公司，由IME娛樂集團獨家負責楊培安在中國大陸的經紀事務，大陸以外經紀事務則仍由星葳娛樂獨家負責。5月26日，楊培安與TNT攜手在內蒙古包頭大劇院舉辦「培在你身邊」個人演唱會。6月20日，楊培安作為嘉賓參與四川衛視圍爐音樂會迪克牛仔專場錄製，為恩師助唱。7月，楊培安攜手崔子格獻唱古裝電視劇《秦時麗人明月心》片尾曲《生死相隨》。8月15日，發佈楊培安獨唱男聲搖滾版《生死相隨》。8月27日晚，在2017青島西海岸海洋幻境節啟幕當天壓軸登場。同年9月2日，楊培安與李聖傑、蘇永康連袂舉辦音樂瘋2017年新加坡演唱會，三人與特別嘉賓臺灣創作型女歌手思衛合唱《天天想你》致敬張雨生。10月28日，楊培安隨中央電視臺“心連心”藝術團來到“媽祖故里”福建莆田市湄洲島，在湄洲島天后廣場舉行慰問演出。
2018年3月10日，央視《經典詠流傳》第一季第5期，楊培安演唱張雨生遺作《黃河長江》隔空對話唐朝詩人王之渙《涼州詞》。7月2日，楊培安發行個人單曲《不求》。8月17日，第十一屆東方愛情節在重慶江津四面山舉行，楊培安受邀參與七夕晚會演出。9月7日，楊培安與IME娛樂集團董事長周嘉海先生一同出席中國演出行業協會30周年慶典，並獻唱《我相信》。9月10日，卓義峰發行第2張專輯《聽者》，楊培安與卓義峰合唱《人格分裂》收錄其中。
2020年11月6日，發表個人第七張專輯《回憶如歌》，與豐華唱片合作發行。

## 個人專輯列表
| 發行日期      | 專輯               | 歌曲列表 |
| ------------- | ------------------ | --- |
| 2006年5月26日 | 《午夜兩點半的我》 | 1. 我相信 2. 這該死的愛 3. 午夜兩點半的我 4. 下雨天 5. 天天都想你 6. 男人心 7. 只有我做得到 8. 因為你...因為愛 9. 愛上你是一個錯 10. 風中的羽翼 11. 今宵多珍重                                           |
| 2007年2月1日  | 《楊培安II》       | 1. 痛也不說出口的我 2. 完美世界（完美世界Online 官方MV） 3. 謝謝讓我愛上你 4. 盡情看我 5. 愛不能從頭 6. 快樂的歌 7. 愛是飛翔還是墜落 8. 讓全世界為我們加油 9. 永恆 10. 陽光燦爛的日子 11. 小小羊兒要回家 |
| 2008年2月1日  | 《楊培安III》      | 1. 假裝 2. 沒有白活 3. 你一直都在（楊培安、蕭煌奇） 4. Dusky Angel 5. 你離去 6. 只要再看你一眼（楊培安、戴愛玲） 7. 我的驕傲 8. 等待 9. 流淚的河 10. 酸風柳樹 11. 大海                                   |
| 2011年3月11日 | 《希望的種子》     | 1. 夢想從心開始 2. 浴火鳳凰（楊培安、化學猴子） 3. 月光 4. 彩虹的盡頭 5. I'm Fine 6. 就是要你管 7. 愛的奇蹟 8. 沒有不可能的事 9. 感謝有你 10. 希望的種子                                                 |
| 2014年1月7日  | 《沈睡的野獸》     | 1. 沈睡的野獸 2. 戀人無雙（守護愛情片尾曲） 3. 說好各走五十步（廉政英雄片頭曲） 4. Nothing But The End 5. 最短的愛情 6. 夢在前方 7. 模樣 8. 乾脆一點 9. 信仰 10. 共同的記憶                              |
| 2015年12月4日 | 《不屬於我的世界》 | 1. 黑寡婦 2. 美人與英雄 3. 掀底牌 4. 冷耳光（紅高粱片尾曲） 5. 心不跳了 6. 哪怕我很小 7. 我就是傻 8. 最好的結束 9. 了斷 10. 旁觀 11. 愛入膏肓                                                            |
| 2020年11月6日 | 《回憶如歌》       | 1. 破曉（大陸版本沒收入在專輯中） 2. 你記得嗎 3. 將軍 4. 寄生獸 5. 回憶如歌 6. 管他的，愛 7. 別愛我好嗎 8. 勇敢說再見 9. 我的未來不是夢 10. 口是心非 11. Déjà Vu：生聲不息                               |

## EP專輯列表
| 發行日期      | 專輯         | 歌曲列表 |
| ------------- | ------------ | --- |
| 2009年7月31日 | 《抒‧情》    | 1. 有你有明天（楊培安、符瓊音） 2. 左邊右邊 3. 忘記你不如失去你 4. 故事未完成 （楊培安、劉虹翎） 5. Without You |
| 2013年4月23日 | 《黃河長江》 | 1. 黃河長江（楊培安） 2. 黃河長江（楊培安、卓義峰） 3. 黃河長江（楊培安、張雨生）                               |

## 演唱會專輯列表
| 發行日期      | 專輯                             | 歌曲列表 |
| ------------- | -------------------------------- | --- |
| 2008年6月27日 | 《10000 Thanks...Live And More》 | 1. 組曲:小小羊兒要回家+流淚的河 2. 風中的羽翼（楊培安、蕭煌奇） 3. 組曲:科學小飛俠+小甜甜+無敵鐵金剛 4. Faithfully 5. ラブ‧スト─リ─は突然に（突然發生的愛情故事） 6. 組曲-這該死的愛／痛也不說出口的我 7. 假裝 8. 我相信 9. 大海 10. Careless Whisper （楊培安、蕭煌奇） 11. 一樣的月光 （楊培安、蕭煌奇） 12. 親愛的小孩（六個小孩） 13. 真我最自由（鹿鼎記） 14. 感恩的心（阿信） |
| 2011年11月4日 | 《Those years》                  | 1. Summer of '69-Bryan Adams 2. With or Without You-U2 3. Love of My Life-Queen 4. Enter Sandman-Metallica 5. Faithfully- Journey 6. Highway Star-Deep Purple 7. Talk Dirty to Me-Poison 8. Still Loving You-Scorpions 9. Still Got the Blues-Gary Moore 10. The Final Countdown-Europe 11. 永遠不回頭（廉政英雄片頭曲） 12. 夢見                                                   |

### 單曲
| 年份       | 歌曲           | 詞曲者                                                | 備註                                                               |
| ---------- | -------------- | ----------------------------------------------------- | ------------------------------------------------------------------ |
| 2005       | 《天地無聲》   | 作詞：周郎 作曲：阿輪                                 | 《霹靂劫之末世錄》片頭曲                                           |
| 2008       | 《真我最自由》 | 作詞：陳樂融 作曲：陳國華                             | 中視2008年《鹿鼎記》片頭曲                                         |
| 2011       | 《永遠不回頭》 | 作詞：陳樂融 作曲：陳志遠                             | 翻唱:個人版本 原唱:張雨生、王傑、姚可傑、邰正宵 《廉政英雄》片頭曲 |
| 2011       | 《不會說再見》 | 作詞：劉虞瑞 作曲：陳國華                             | 《廉政英雄》片尾曲                                                 |
| 2012       | 《Air+U》      | 作詞：王蘆汀 作曲：王斌                               |                                                                    |
| 2017       | 《生死相隨》   | 作詞：崔恕 作曲：崔子格                               | 合唱版:feat崔子格:連續劇《秦時麗人明月心》的片尾曲 個人版本        |
| 2018-07-02 | 《不求》       | 作詞：黃婷 作曲：潘鵬展                               |                                                                    |
| 2018-09-10 | 《人格分裂》   | 作詞：潘信維 / 楊培安 作曲：康友韋shrimp 編曲：陳子杰 | 合唱版:feat卓義峰，收錄於卓義峰聽者專輯                            |
| 2020-01-14 | 《無法阻擋》   | 作詞：劉恩汛 / 徐昊 作曲：都智文                      | 网剧《非黑即白》的片尾曲                                           |
| 2020-02-05 | 《破曉》       | 作詞：马嵩惟 作曲：都智文                             | 台灣版本有收入在《回憶如歌》專輯中                                 |
| 2020-06-07 | 《世界尽头》   | 作詞：崔恕 作曲：崔恕                                 | feat:崔恕 致敬張雨生54歲推出的單曲                                 |

## 人物评价
铁肺王子杨培安拥有横跨三个八度的音域，高音激昂辽阔，一曲《我相信》把积极向上、永不妥协的拼搏精神带给莘莘学子；中低音深情款款，《沉睡的野兽》尽显“野兽派歌王”多面魅力。（包小柏、网易娱乐、新华网、新浪音乐、新民网评）

## 爭議
2020年1月，中華人民共和國爆發COVID-19，疫情擴散周遭國家。中華民國行政院院長蘇貞昌以「先自救才能救人」原則，限制台灣口罩出口，而從台灣出境限帶五盒口罩。楊培安對此政策相當不滿，在微博發文以髒話痛罵台灣政府：「我X他媽的！這是什麼政府？X！」、「是怎樣？綠色恐怖已經懶得演了是吧？」消息一出，造成台灣網友的撻伐。3月又說出，「蔡政府沒了陳時中，疫情還能控制在現在這樣的狀況嗎」？對此郭昱晴發文怒嗆：「台灣最不缺的就是這種，抱對岸大腿，扯台灣後腿的人」也引起諸多網友反對其言論。
2024年5月23日，臺灣因立法院多數黨強勢推動〈反國會藐視法案〉而爆發青鳥行動後，人在中國的楊培安以反對民進黨與台獨的立場在微博發文「如果各位覺得全台灣的人都是台獨那，就請殺光萬惡的2350萬的台獨份子吧!」。

## 獎項紀錄
| 年份 | 屆次         | 專輯           | 獎項             | 入圍           | 結果 |
| ---- | ------------ | -------------- | ---------------- | -------------- | ---- |
| 2008 | 第19屆金曲獎 | 《楊培安II》   | 最佳國語男歌手獎 | 《楊培安II》   | 提名 |
| 2015 | 第26屆金曲獎 | 《沉睡的野獸》 | 最佳國語男歌手獎 | 《沉睡的野獸》 | 提名 |

## 外部連結
- 杨培安微博 （页面存档备份，存于）
- 黃禾音樂工作室臉書 （页面存档备份，存于）